# Amazónek černotemenný
Amazónek černotemenný (Pionites melanocephalus, též amazonek černotemenný) je jeden ze dvou druhů rodu Pionites z čeledi papouškovitých.
Žije v amazonských pralesích na sever od Amazonky a na východ od řeky Ucayali v severozápadní Brazílii, severní Bolívii, jihovýchodní Kolumbii, Francouzské Guyaně, Guyaně, východním Peru, Surinamu, jihovýchodní Venezuele a východním Ekvádoru.
V přírodě žijící amazonci se vyskytují obvykle ve skupinách po deseti, ale někdy jich v jedné skupině může být až třicet. Mimo zajetí se potrava amazonků černotemenných skládá z většinou z květů, různých šťáv, semen a hmyzu.

## Popis
Amazonek černotemenný je středně velký papoušek s krátkým ocasem. Průměrně dorůstá výšky 23 cm a hmotnosti do 170 g. Má černou hlavu, temeno a čelo, žlutooranžovou hlavu, krk a břicho, bílou hruď, zelená křídla a černý zahnutý zobák. Samce a samici je velmi těžké rozpoznat, jelikož mají stejné peří. Jediná cesta, jak je rozpoznat, je operativní nebo pomocí DNA.

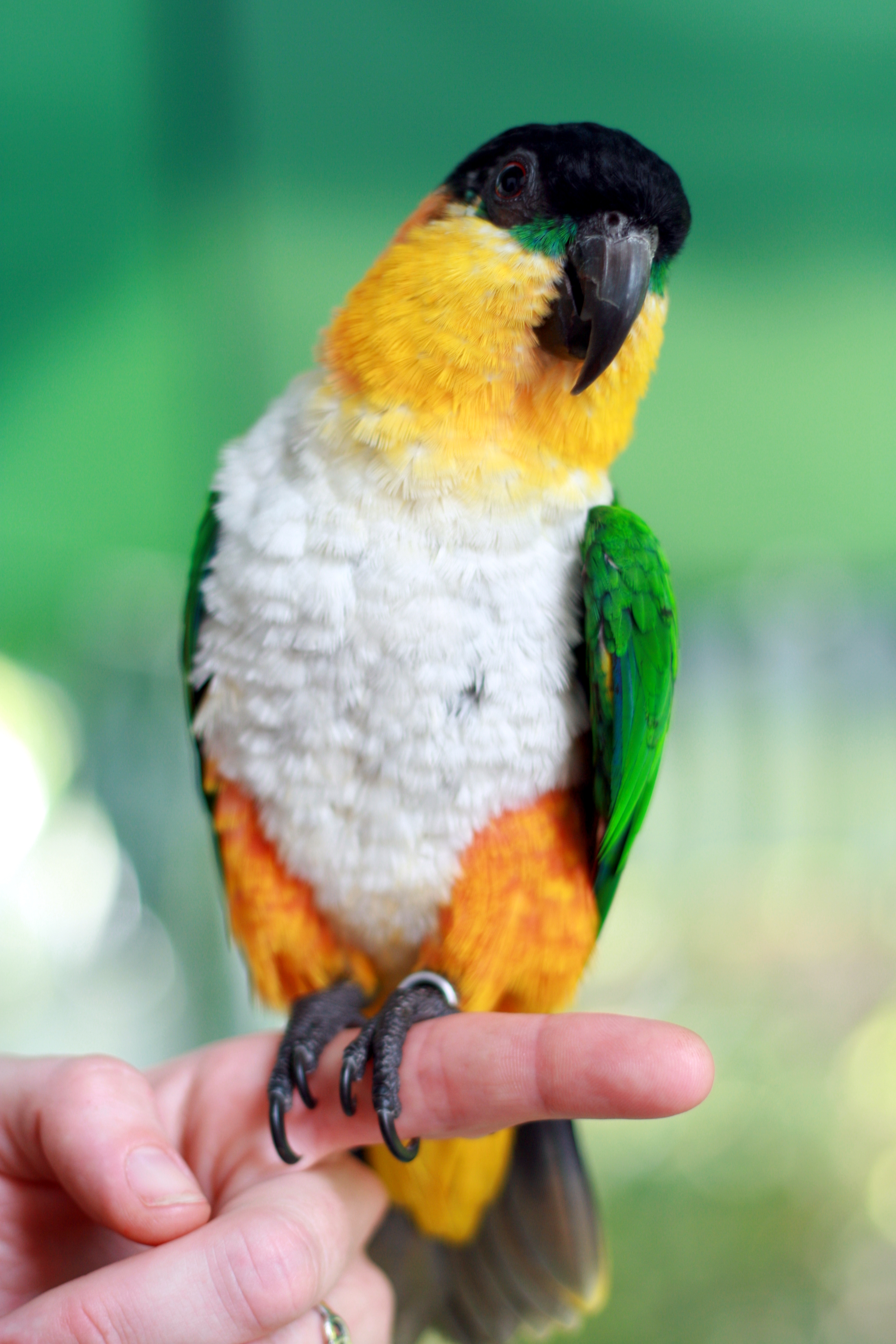
Zepředu
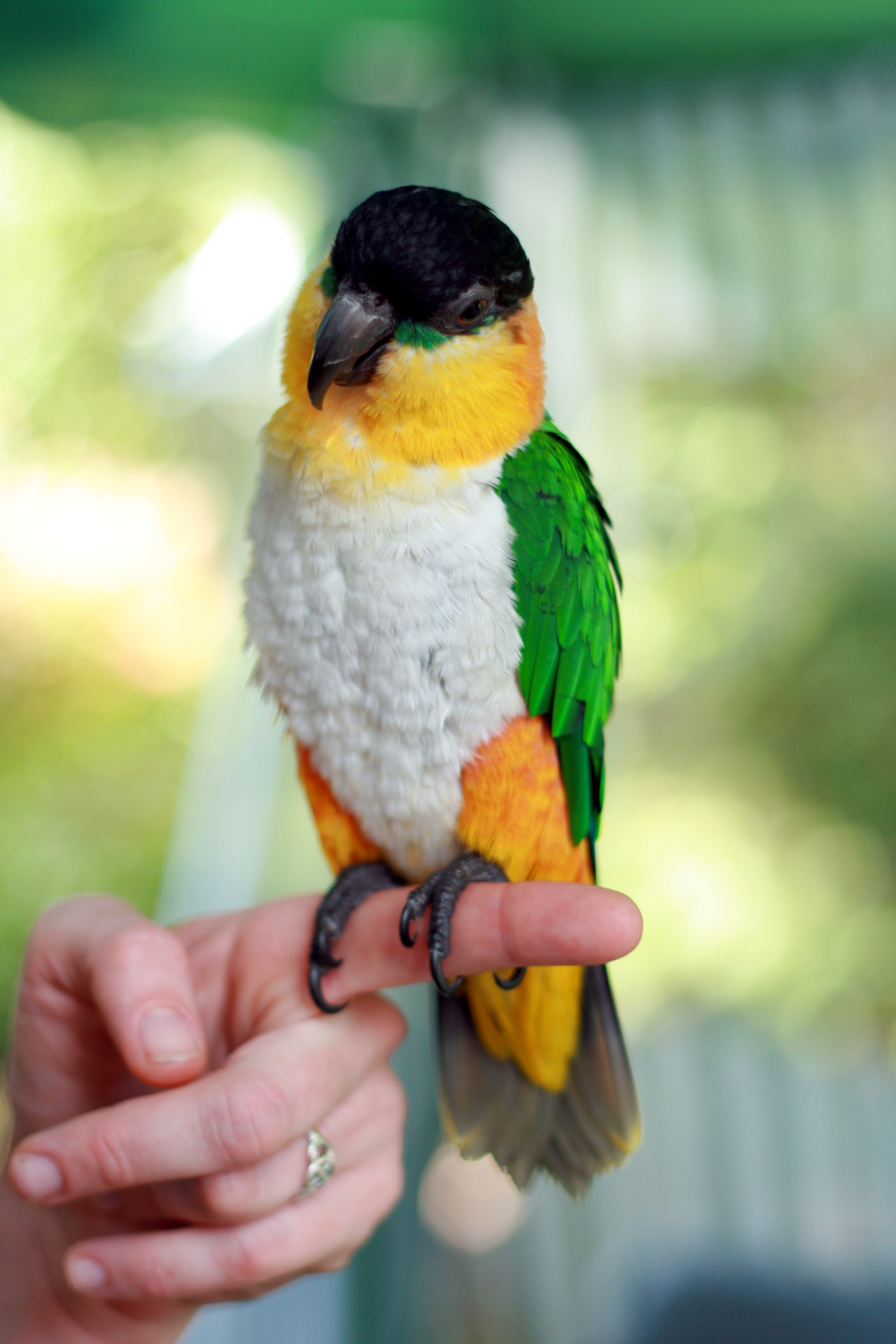
Zepředu (s nakloněnou hlavou)
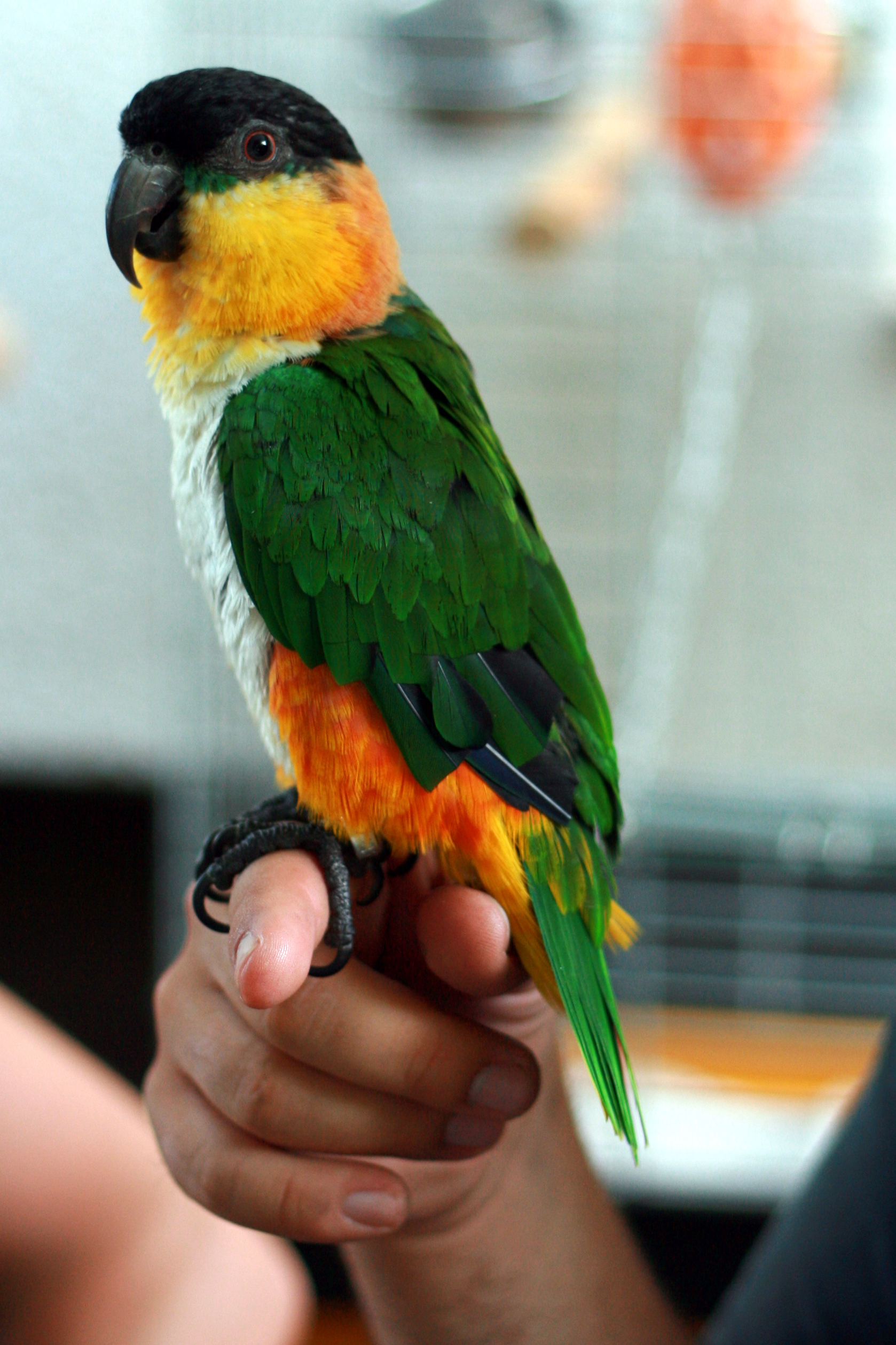
Ze strany
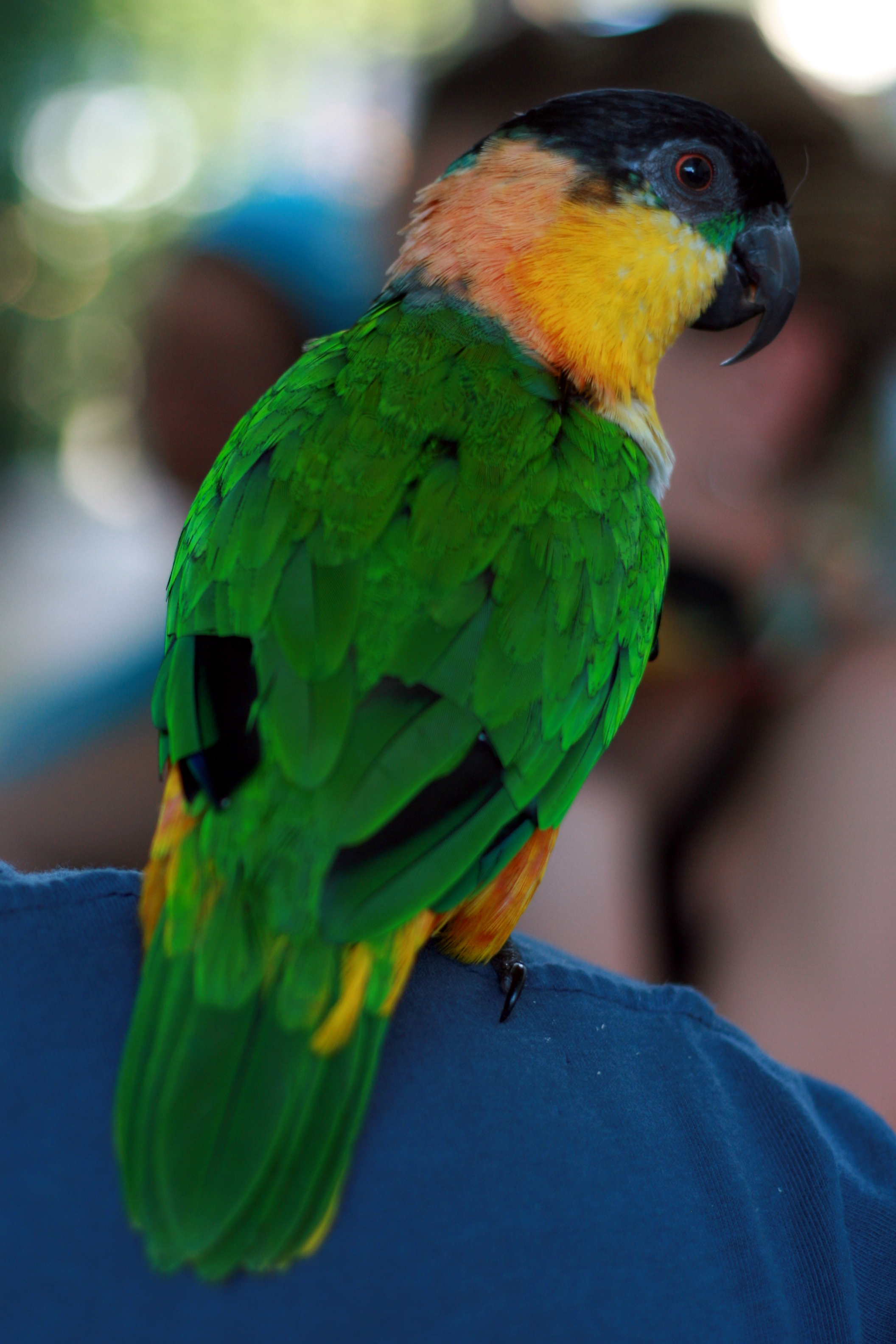
Zezadu

## Poddruhy

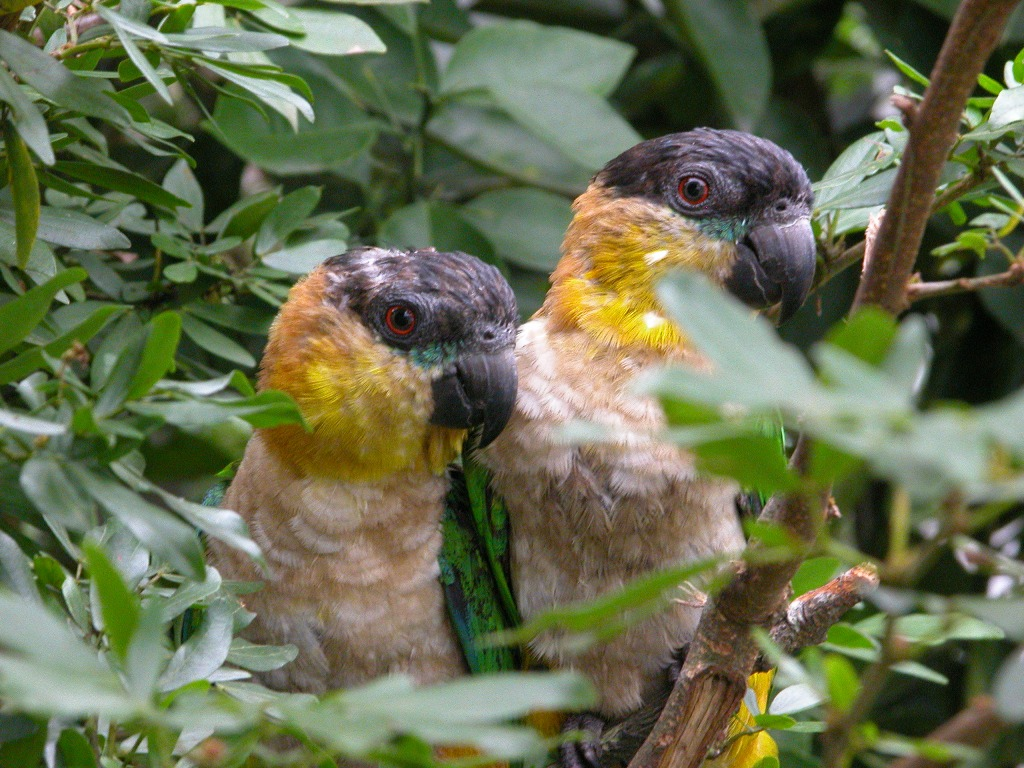
Dva amazónci černotemenní západní

Existují dva poddruhy amazonka černotemenného. Mohou se volně křížit a druhy s neurčitou barvou jsou časté:
- Amazónek černotemenný východní (Pionites melanocephalus melanocephalus) – vyskytuje se na východě oblasti amazonků. Má oranžová stehna a spodní část břicha, tmavě oranžovou šíji a bílou hruď, nejčastější zbarvení
- Amazónek černotemenný západní (Pionites melanocephalus pallidus) – vyskytuje se na západě oblasti amazonků. Stehna a spodní část břicha má žluté, šíji relativně bledou a žlutě zabarvenou hruď (většinou málo viditelné, hruď je v přírodě obvykle špinavě bílá)

Mladí papoušci obou druhů mají silně žlutě zabarvenou spodní část břicha

## Avikultura
Amazónci černotemenní jsou velice známí v avikultuře. Amazónci jsou energičtí a potřebují klec nebo voliéru s mnoha hračkami a bidly. Minimální velikost klece či voliéry by měla být 24 × 24 × 36 palců, ale čím je klec či voliéra větší, je lepší. Amazónci mohou trochu napodobovat mluvení, ale obvykle napodobují jiné zvuky, například budík, detektory kouře, zvuky mikrovlnné trouby, smích, alarm u auta, jiné papoušky nebo pískání. Někdy amazónci kombinují některé zvuky, které slyšeli, a vytvářejí tak vlastní.